# برت اردلی
برت اردلی (انگلیسی: Bert Eardley؛ 1879 – ۱۹۲۹ (۵۲−۵۳ سال)) بازیکن فوتبال اهل بریتانیا بود.
از باشگاه‌هایی که در آن بازی کرده‌است می‌توان به باشگاه فوتبال پورت ویل اشاره کرد.